# .ml
.ml és el domini de primer nivell territorial (ccTLD) de Mali.
L'abril de 2013 l'Agence des Technologies de l'Information et de la Communication (AGETIC) va anunciar que regalarien dominis .ml de manera gratuïta.

## Dominis de segon nivell
El registre es fa al tercer nivell per sota d'aquests noms:
- .com.ml: empreses locals i marques registrades; pot reflectir el nom legal o el de la marca (cal presentar el registre)
- .net.ml: proveïdors d'internet
- .org.ml: associacions (cal presentar el registre); es permeten organitzacions internacionals, però han d'estar inscrites a l'administració local
- .edu.ml: escoles locals
- .gov.ml: organitzacions governamentals
- .presse.ml: premsa local